# 8. National Hockey League All-Star Game
Das 8. National Hockey League All-Star Game wurde am 2. Oktober 1954 in Detroit ausgetragen. Das Spiel fand im Olympia Stadium, der Spielstätte des Stanley-Cup-Siegers Detroit Red Wings statt. Die NHL All-Stars und die Red Wings trennten sich 2:2-Unentschieden.

## Mannschaften
| #           | Land        | Spieler          | Pos.             | Team                |
| Torhüter    |             |                  |                  |                     |
| 1           | Kanada 1957 | Harry Lumley     | Harry Lumley     | Toronto Maple Leafs |
| 1           | Kanada 1957 | Al Rollins       | Al Rollins       | Chicago Black Hawks |
| Verteidiger |             |                  |                  |                     |
| 2           | Kanada 1957 | Doug Harvey      | Doug Harvey      | Montréal Canadiens  |
| 3           | Kanada 1957 | Gus Mortson      | Gus Mortson      | Chicago Black Hawks |
| 4           | Kanada 1957 | Bill Gadsby      | Bill Gadsby      | Chicago Black Hawks |
| 10          | Kanada 1957 | Harry Howell     | Harry Howell     | New York Rangers    |
| 11          | Kanada 1957 | Bill Quackenbush | Bill Quackenbush | Boston Bruins       |
| 18          | Kanada 1957 | Tim Horton       | Tim Horton       | Toronto Maple Leafs |
| 23          | Kanada 1957 | Doug Mohns       | Doug Mohns       | Boston Bruins       |
| Angreifer   |             |                  |                  |                     |
| 5           | Kanada 1957 | Bernie Geoffrion | RW               | Montréal Canadiens  |
| 6           | Kanada 1957 | Fleming Mackell  | C                | Boston Bruins       |
| 8           | Kanada 1957 | Sid Smith        | LW               | Toronto Maple Leafs |
| 9           | Kanada 1957 | Maurice Richard  | RW               | Montréal Canadiens  |
| 12          | Kanada 1957 | Ted Kennedy      | C                | Toronto Maple Leafs |
| 14          | Kanada 1957 | Jean Béliveau    | C                | Montréal Canadiens  |
| 15          | Kanada 1957 | Ed Sandford      | LW               | Boston Bruins       |
| 16          | Kanada 1957 | Don Raleigh      | C                | New York Rangers    |
| 17          | Kanada 1957 | Ken Mosdell      | C                | Montréal Canadiens  |
| 20          | Kanada 1957 | Paul Ronty       | C                | New York Rangers    |

| #           | Land        | Spieler          | Pos.             |
| Torhüter    |             |                  |                  |
| 1           | Kanada 1957 | Terry Sawchuk    | Terry Sawchuk    |
| Verteidiger |             |                  |                  |
| 2           | Kanada 1957 | Bob Goldham      | Bob Goldham      |
| 3           | Kanada 1957 | Marcel Pronovost | Marcel Pronovost |
| 4           | Kanada 1957 | Red Kelly        | Red Kelly        |
| 5           | Kanada 1957 | Benny Woit       | Benny Woit       |
| 18          | Kanada 1957 | Keith Allen      | Keith Allen      |
| Angreifer   |             |                  |                  |
| 7           | Kanada 1957 | Ted Lindsay      | LW               |
| 8           | Kanada 1957 | Tony Leswick     | LW               |
| 9           | Kanada 1957 | Gordie Howe      | RW               |
| 10          | Kanada 1957 | Metro Prystai    | C                |
| 11          | Kanada 1957 | Marty Pavelich   | LW               |
| 12          | Kanada 1957 | Glen Skov        | C                |
| 14          | Kanada 1957 | Earl Reibel      | C                |
| 15          | Kanada 1957 | Alex Delvecchio  | C                |
| 16          | Kanada 1957 | Johnny Wilson    | LW               |
| 17          | Kanada 1957 | Bill Dineen      | RW               |
| 19          | Kanada 1957 | Don Poile        | C                |
| 20          | Kanada 1957 | Marcel Bonin     | LW               |

## Spielverlauf

### NHL All-Stars 2 – 2 Detroit Red Wings
| Team       | Zeit  | Stand | Torschütze      | Vorlagengeber | Vorlagengeber |
| 1. Drittel |       |       |                 |               |               |
|            | 9:50  | 0–1   | Alex Delvecchio | Ted Lindsay   | Earl Reibel   |
|            | 19:55 | 0–2   | Gordie Howe     | Earl Reibel   | Red Kelly     |
| 2. Drittel |       |       |                 |               |               |
|            | 24:19 | 1–2   | Gus Mortson     | Bill Gadsby   | Ted Kennedy   |
|            | 33:10 | 2–2   | Doug Mohns      | Jean Béliveau |               |

Schiedsrichter: Bill Chadwick 

Linienrichter: George Hayes, Doug Young 

Zuschauer: 10.689